# Yun Sang-ho
Đây là một tên người Triều Tiên, họ là Yun.
Yun Sang-ho (sinh ngày 4 tháng 6 năm 1992) là một cầu thủ bóng đá Hàn Quốc thi đấu cho Incheon United.